# Lathys truncata
Lathys truncata är en spindelart som beskrevs av Sergei N. Danilov 1994. Lathys truncata ingår i släktet Lathys och familjen kardarspindlar. Inga underarter finns listade i Catalogue of Life.